# بيت الحبيل

تعديل مصدري - تعديل

بيت الحبيل هي إحدى قرى عزلة القارة بمديرية رصد التابعة لمحافظة أبين، بلغ تعداد سكانها 216 نسمة حسب تعداد اليمن لعام 2004.